# Virusisolierung
Als Virusisolierung bezeichnet man die gezielte Vermehrung von Viren aus biologischen Proben wie z. B. infektiösem Material. Die Viren können in Zellkulturen, Embryonierten Hühnereiern oder Versuchstieren vermehrt und mit spezifischen Nachweisverfahren identifiziert und charakterisiert werden. Eine Virusisolierung dient entweder als klassische Methode zur Entdeckung neuer, bislang unbekannter Viren oder als Methode zum Nachweis eines bekannten Virus im Rahmen einer Virusdiagnostik. Die Virusisolierung steht dem direkten Erregernachweis ohne Vermehrung gegenüber.
Der Vorgang umfasst das Sammeln der Analysenprobe,  gelegentlich auch eine Aufreinigung und eine Bestimmung der Systematik oder anderer Eigenschaften wie Tropismus, Infektiosität und Pathogenität. Bei der Anzucht in Tieren als Wirt kann die Zuordnung des isolierten Virus zu einem bestimmten Krankheitsbild gemäß den Henle-Koch-Postulaten durchgeführt werden.